# Zatanna
Zatanna Zatara és un personatge de ficció de còmic i un superheroi de l'univers DC, exmembre de la Lliga de la Justícia. Va ser creada per Gardner Fox i Murphy Anderson i va aparèixer per primera vegada en Hawkman (vol. 1) Núm. 4 publicat el 20 d'agost de 1964 (amb data de portada octubre-novembre de 1964). El seu cognom és molt estrany, i és coneguda simplement per Zatanna o, com alguns personatges s'hi refereixen, Zee o Z.

## Història
La història comença quan el famós mag John Zatara, integrant de l'Esquadró Estrella, coneix a Sindella, una bella dona pertanyent a la raça mística Homo Magi de la qual s'enamora i amb la qual té una filla a la qual criden Zatanna. Al cap de poc de néixer el bebè, la mare desapareix misteriosament, i se li dona per morta. Quan arriba a l'adolescència, Zatanna aprèn del seu pare els secrets de l'il·lusionisme i comença a col·laborar en els seus shows, ignorant el passat superheroic de Zatara. Una nit, quan torna d'una de les seves actuacions, Zatanna descobreix que el seu pare ha desaparegut. Comença a regirar papers i troba un antic llibre de notes heretat del mateix Leonardo da Vinci (avantpassat de la família), i un diari del pare que li revela els seus dies com defensor de la justícia i el fet que, gràcies al vell llibre, Zatara podia fer "veritable màgia" lletrejant els conjurs al revés. Fascinada, sospita que ella també podria realitzar actes de màgia real, pronuncia un encís al revés i assoleix encendre amb les seves paraules el foc de la xemeneia. Quan es reposa de la sorpresa, decideix utilitzar els seus nous poders per a trobar al seu pare, sense sospitar que li durà diversos anys la tasca.

## Lliga de la justícia
El millor que se li ocorre és tractar de connectar-se amb un grup de Superhérois format feia poc temps, la Lliga de la Justícia d'Amèrica, i sol·licitar la seva ajuda. Així, es contacta primer amb Home Falcó i Noia Falcó, després amb Àtom, amb Llanterna Verda, amb Home Elàstic i amb Batman, els quals l'ajuden a acostar-se cada vegada més al seu pare desaparegut. Finalment, Zatanna troba a Zatara, amb la decepció de saber que ell s'havia exiliat a altra dimensió voluntàriament, per a no veure-la. Però immediatament descobreix que una bruixa, Allura, contra la qual ell havia lluitat, ho havia embruixat amb la maledicció que, si mirava a la seva filla novament als ulls, ambdós moririen. Amb la força que els donen l'amor i la màgia, pare i filla vencen a la bruixa, tornen a reunir-se després d'anys i junts visiten la caserna de la Lliga per a agrair l'ajuda rebuda. Diverses vegades més Zatanna col·labora amb la Lliga de la Justícia com heroïna convidada, fins que els seus integrants, per unanimitat, decideixen incorporar-la com membre ple. De sobte, la reunió és interrompuda per Zatanna embogida, semiamnèsica, amb un vestit estrany, que rebutja despectivament la seva inclusió en la Lliga i destrueix l'urna amb els vots per mitjà d'un encís. Els seus amics assoleixen fer-la tornar a la normalitat, però ella segueix sense recordar algunes coses, sobretot per què utilitza aquest vestit i tot el relatiu a la seva mare. Batman s'adona que, per a fer els seus encisos quan estava embogida, no va lletrejar les paraules al revés. La lliga sofreix diversos atacs màgics, i novament descobreixen que és Zatara, que ha tornat a desaparèixer, el qual està darrere de tot. Zatanna arriba a la conclusió que, com en la seva desaparició anterior, si el seu pare va fer tot això va ser per a protegir-la.

## Crisi d'identitat
Aquest personatge té especial rellevància en la saga coneguda com a Crisi d'Identitat, per haver estat l'autora de la rentada de cervell feta contra el malvat Dr. Llum després que aquest ataqués la Talaia de la Lliga de la Justícia i violés Sue Dibny. Dites fetes tenen vital importància també en les Crisis Infinita, atès que es van convertir en causa de la desconfiança de Batman cap als seus companys, al que també li van esborrar les memòria al descobrir el que havia ocorregut.